# Mozambički nacionalni otpor
Mozambički nacionalni otpor (RENAMO; port.: Resistência Nacional Moçambicana) je vojna organizacija i politički pokret u Mozambiku. Stožer RENAMA je u Maputu. Osnovan je 1975. godin pod pokroviteljstvom rodezijske obavještajne službe i tajne policije Central Intelligence Organisation (CIO). RENAMO je bio dio antikomunističkog odgovora na vladajuću stranku u zemlji FRELIMO.
Zbog rodezijske potpore, kritičari su pokret često nazivali "vojskom koja zastupa" Rodeziju a poslije "vojska koja zastupa" južnoafričku aparthejdsku vladu. Razmatralo se da je RENAMO formiran radi jedne jedine svrhe, boriti se protiv mozambičke potpore rodezijskim ustanicima.
Prvi ga je vodio André Matsangaissa, bivši visoki časnik FRELIMOVA vojnog krila. Pokret RENAMO ima korijene u mješavini anti-FRELIMOVSKIH disidentskih skupina izniklih odmah prije i neposredno poslije osamostaljenja Mozambika, kao i južnoafrički i rodezijski pokušaji poticanja tih natjecanja za vlast. Očito je da su RENAMOVE obrglili, ojačali i osigurali mozambički politički izgnanici koji su se otpočetka suprotstavljali FRELIMU iz principa, i brojni drugi unovačeni silom. 
Kad je izbio građanski rat u Mozambiku 1977., komunističke snage predstavljala stranka FRELIMO, a antikomunističke, točnije konzervativce, RENAMO. 4. listopada 1992., FRELIMO i RENAMO potpisali su Rimski opći mirovni sporazum, čime je završen taj građanski rat.
Danas je RENAMO parlamentarna stranka s 89 zastupnika u Skupštini Republike Mozambika.
Travnja 2013. izbio je ustanak RENAMA i trajao do rujna 2014., a nastavio se ožujka 2015. i traje do danas.  Ustanak RENAMA je gerilska kampanja.

## Vanjske poveznice
- (port.) Službene stranice